# Arga de Cima
Arga de Cima ist ein portugiesischer Ort und eine ehemalige Gemeinde (Freguesia) im Concelho Caminha. Sie liegt etwa 17 Kilometer südöstlich von Caminha an einem der höchsten Punkte der Serra de Arga. Die Gemeinde hatte 73 Einwohner (Stand 30. Juni 2011).
Schutzpatron des Ortes ist der Einsiedler Antonius, dessen Fest jährlich am 17. Januar gefeiert wird. Bedeutendste Bauwerke sind die Pfarrkirche des Ortes und die Capela do Santo do Alto.
Mit der Gebietsreform vom 29. September 2013 wurden die Gemeinden Arga de Cima, Arga de São João und Arga de Baixo zur neuen Gemeinde União das Freguesias de Arga (Baixo, Cima e São João) zusammengeschlossen.